# Główna linia kolejowa
Główna linia kolejowa – linia kolei dużej prędkości lub ważna konwencjonalna linia kolejowa zgodnie z definicją określoną przez władze krajowe lub międzynarodowe.